# 천국의 계단 (드라마)
《천국의 계단》(天國의 階段)은 2003년 12월 3일부터 2004년 2월 5일까지 방송되었던 SBS 수목 드라마로 촬영지, 배경은 무의도였다.
한편, 이 프로그램은 극단적인 선과 악의 대결, 아동 학대, 아역들의 도를 넘어선 노출과 애정 표현 등으로 거센 비판을 받았는데 김태희(성인 한유리 역)와 정한용(한필수 역)을 드라마에 앞서 시작한 SBS 일일 드라마 《흥부네 박터졌네》에 이어 연달아 투입시켜 비난을 받았다.

## 등장 인물

### 주요 인물
- 권상우 : 차송주 역 (아역 백성현)
- 최지우 : 한정서 / 김지수 역 (아역 박신혜)
- 김태희 : 한유리 역 (아역 박가령)
- 신현준 : 한태화 / 한철수 역 (아역 이완)

### 정서, 송주 가족
- 이휘향 : 태미라(손춘자) 역 - 한태화와 한유리의 어머니
- 하재영 : 한수하 역 - 한정서의 아버지
- 김지숙 : 민서현 역 - 차송주의 어머니
- 정한용 : 한필수 역 - 한태화와 한유리의 아버지

### 그 외 인물
- 이참 : 장 이사 역 - 차송주의 비서
- 김지혜 : 송재희 역 - 김지수의 친구
- 박영지
- 박정선
- 김형범
- 박규점
- 이성용
- 조원희
- 고진명
- 김희정
- 정희태
- 권오영
- 원숙희
- 공재원
- 전해룡
- 신준영
- 전성우
- 이승민
- 황보라
- 김은경
- 김동균
- 장은비
- 민경조
- 오아랑
- 옥승일

## 시청률
최저 시청률과 최고 시청률은 시청률 조사회사와 지역별로 시청률에 차이가 있을 수 있습니다.
|      | TNS 미디어 (전국기준)             |
| ---- | --------------------------------- |
| 1회  | 15.5% (닐슨 15.1%)                |
| 2회  | 21.1% (닐슨 21.9%)                |
| 3회  | 23.2% (닐슨 22.0%)                |
| 4회  | 27.1% (닐슨 27.1%)                |
| 5회  | 31.9%                             |
| 6회  | 32.8% (닐슨 33.8%)                |
| 7회  | 28.3%                             |
| 8회  | 35.6%                             |
| 9회  | 39.7% (닐슨 38.0%)                |
| 10회 | 42.4% (닐슨 40.6%)                |
| 11회 | 38.1%                             |
| 12회 | 40.0% (닐슨 38.1%)                |
| 13회 | 36.8%                             |
| 14회 | 39.4%                             |
| 15회 | 28.7%                             |
| 16회 | 30.0%                             |
| 17회 | 37.1%                             |
| 18회 | 42.0%                             |
| 19회 | 42.6%                             |
| 20회 | 43.5% (닐슨 42.4%)                |
|      | 전체 평균 시청률(tns 기준): 33.8% |

닐슨미디어 기준 자체 최고 시청률은 20회 42.4%를 기록했고 1회부터 20회까지 전체 평균 시청률은 31.9%를 기록하였다.

## 수상 경력
- 2003년 SBS 연기대상 10대 스타상, 드라마스페셜 부문 여자연기상 최지우
- 2003년 SBS 연기대상 10대 스타상, 네티즌 최고 인기상 권상우
- 2003년 SBS 연기대상 뉴스타상 김태희
- 2003년 SBS 연기대상 아역상 박신혜

## 참고 사항
- 이휘향, 이건준 PD는 97년 방영된 KBS 2TV 월화 드라마 《봄날은 간다》에서 연기자와 조연출자로 호흡을 맞췄는데 이 드라마 조연에 속한 양택조는 《로즈마리》 조연이었던 장현성의 장인[4]이다.
- 배용준 차태현[5] 류시원[6] 등이 차송주 역 물망에 올랐으나 개인사정 때문에 고사했다.

## 편성 변경
- 2004년 1월 1일 - 9 ~ 10회 연속 방송·편성

## 결방
- 2003년 12월 31일 - 오후 9시부터 《2003 SBS 연기 대상 1 ~ 3부》 편성으로 인해 결방